# Shikamaru Nara
Shikamaru Nara (奈良シカマル Nara Shikamaru?) es un personaje del manga y anime Naruto.
"Shika" (鹿) significa ciervo y "-maru" (丸) es usado como sufijo para señalar que el vocablo tiene calidad de sustantivo propio masculino; "Nara" es una ciudad de Japón famosa porque los ciervos campan a sus anchas, antigua capital de Japón, dio nombre a la era en la cual el Budismo se introdujo a Japón. Actualmente es el Octavo Hokage según el manga de Boruto: Two Blue Vortex.

## Personalidad
Originalmente es un Genin que se graduó junto con Naruto Uzumaki y los otros, Shikamaru es un genio apático y despreocupado que fue promovido al nivel Chūnin menos de un año después de la graduación. Pertenece a un clan de manipuladores de sombras y de pastores de ciervos, así que su técnica especial es el Kagemane no Jutsu (Jutsu de Posesión de Sombra). Shikamaru a pesar de que piensa que las mujeres son problemáticas y no las soporta, tiene muy bien pensado el futuro: como casarse, tener dos hijos, una niña y un niño y morir antes de su esposa para no sufrir.
Shikamaru es una persona poco entusiasta que preferiría tomarse la siesta que emocionarse por algo, disfruta los juegos de estrategia que gustan a los hombres mayores, como el Shōgi (ajedrez japonés) y el Go. Cuando se ve en una situación de acción, incómoda, que requiera algún esfuerzo de su parte, o más bien dicho, a cualquier cosa que se mueva, tiende a decir su célebre frase: "Mendokuse" (Que problemático o Que fastidio) que es el asunto, la persona o el objeto. Se da cuenta por completo de este lado de su personalidad y se auto-declara el "número uno en escaparse" o también "El Cobarde n°1 de la Aldea Oculta de la Hoja".
Sin embargo, cuando el deber llama, Shikamaru tiene una fuerte base moral y sentido de cumplimiento a sus compañeros, los cuales le importan de corazón. Aunque él mismo admita que le falta valor, hace cosas como sacrificarse a sí mismo y darle la cara a una muerte casi segura para proteger a sus amigos sin pensarlo dos veces. Como fue promovido a Chūnin, su responsabilidad por las vidas de sus amigos le ha caído de lleno en algunas ocasiones.
Shikamaru destaca en la creación de estrategias y a pesar de que su sensei, Asuma, juega Shogi contra Shikamaru muy seguido, nunca le ha podido ganar; es más, fue Asuma quien descubrió el potencial del muchacho; como Shikamaru sentía que mover su lápiz era una molestia, siempre dormía durante los exámenes y por eso sus calificaciones eran casi tan bajas como las de Naruto. Sin embargo, Asuma pensó que era extraño que alguien bueno en el Shogi tuviera malas calificaciones fueran pésimas y le dio un examen de inteligencia (IQ) disfrazado de juego a Shikamaru, el cual reveló que es un superdotado con un IQ por encima de 200, revelando que no era un holgazán sino un genio apático que vive en un entorno que no lo estimula. Shikamaru tiene el hábito de poner sus dedos juntos en forma de plato hondo (menos sus dedos pulgares) y de cerrar sus ojos para concentrarse y planear una estrategia. Una vez que hace esto, con frecuencia ya está pensando mucho más adelante de lo que su oponente ha pensado.
Shikamaru tiene una larga amistad con Chōji Akimichi, en quien confía plenamente. Antes de ser promovidos al rango de Chūnin, Shikamaru, Choji e Ino Yamanaka estaban en el mismo equipo a cargo de Asuma, quien repetía la historia porque sus respectivos padres también habían estado en un mismo equipo de tres juntos (el trío Ino, Shika, Cho). Hasta ahora, junto con Naruto y Sasuke Uchiha, ha sido el único en vencer a un Akatsuki por sí mismo, sin ayuda.
Vale aclarar también que fue el primero, en su generación, en graduarse como chunin y el primero en ser líder de un grupo a temprana edad.

## Historia

### Examen de ascenso a Chunin
En la segunda etapa (el bosque de la muerte) luchó contra los Genin de la Aldea Oculta del Sonido, Zaku Abumi, Dosu Kinuta, y Kin Tsuchi tratando de proteger al equipo 7. Más tarde, luchó de nuevo esta última, derrotándola gracias a su inteligencia y su control de las sombras.
En las finales, luchó contra Temari, aunque fue una lucha lenta y poco dinámica finalmente logró atraparla revelando que desde un inicio manipuló a su rival para que se moviera a su conveniencia, aun así tras inmovilizarla prefirió rendirse porque  según él, había gastado casi todo su Chakra y no resistiría combatir una vez se liberara a Temari de su jutsu; fue este criterio y pensamiento frío por sobre el miedo y la ambición de la victoria lo que hizo que lo promoviera a Chunin ya que según los ninjas más experimentados, alguien así se le puede confiar el liderazgo y la vida de un equipo siendo aclamado desde ese momento como un gran estratega.

### La invasión a la Aldea Oculta de la Hoja
Fue capaz de detener a un grupo de 8 ninjas del Sonido con su jutsu sombra, para evitar que siguieran a sus amigos, aunque no pudo mantenerlo mucho tiempo, vio esta estrategia como una misión suicida, ya que sabía que no podía derrotarlos una vez se liberaran, pero prefirió la seguridad de los demás a la suya. Por suerte su sensei, Asuma lo salvó en el último momento cuando Shikamaru descubrió el escondite del noveno ninja de la aldea del sonido.

### La persecución deSasuke
Tras ser ascendido al rango de Chunin, encabezó una célula ninja que iría en búsqueda de Sasuke, quien había huido de la Aldea en busca del poder que Orochimaru le prometió para poder vengarse de su hermano Itachi Uchiha. El grupo estaba compuesto por él, Chōji Akimichi, Kiba Inuzuka, Neji Hyuga y finalmente Naruto Uzumaki. Shikamaru forma un intrincado plan en el que el equipo viaja en una línea, para que sepan la geografía así, sería fácil detectar todas las trampas establecidas antes de ellos, y sería seguro, incluso cuando estuviera aislado del resto del grupo. Luchó contra Tayuya siendo capaz de predecir todos los pasos de su estrategia y decodificar los patrones con los que controlaba a sus invocaciones por medio de la flauta, a pesar de ello fue salvado en última instancia por Temari por ayudar a Konoha, por otro lado Gaara llega a ayudar a Rock Lee y Kankurō a Kiba, salvando a estos últimos de una muerte segura. A pesar de sus esfuerzo la misión termina siendo un completo fracaso y todos los miembros de su escuadrón quedan hospitalizados con la excepción de él, ya que solo se fracturó un dedo, pero aun con todo ello se alegró de que al menos todos los miembros de su escuadrón saliesen con vida de la misión y se promete a sí mismo que la próxima vez no fallará en sus futuras misiones.

### Segunda parte
Pasados tres años después de la primera parte de la saga, Shikamaru aparece junto a Temari, la ninja de Suna, porque se encuentran trabajando en los exámenes chunin, sin embargo Naruto confunde las cosas, pensando que se encontraban en una cita amorosa.

### La muerte de Asuma y venganza
El escuadrón Asuma es convocado por Tsunade Senju para localizar al dúo de Akatsuki, que había asesinado a Chiriku en el Templo del Fuego. Finalmente, el escuadrón se encuentran con Hidan y Kakuzu y entablan una batalla con el primero. Luego de una dura pelea, Shikamaru encuentra una manera de derrotar a Hidan al comprender sus habilidades tras ver el breve combate que tuvo contra su maestro, sacándolo del círculo del ritual de sacrificio y permitiéndole a Asuma decapitarlo, sin embargo descubrieron que Hidan era inmortal, para luego ver como Kakuzu le cosía la cabeza. Cuando llega el Escuadrón Raidō, (integrado por Raidō, Aoba, Ino y Chōji) como refuerzos Hidan hiere de gravedad a Asuma, dejándolo al borde de la muerte; agonizante, Asuma le dedica sus últimas palabras a sus discípulos, en el caso de Shikamaru acaba diciéndole que nunca debe darse por vencido y que posee cualidades para ser Hokage.
Después de los funerales y de guardar luto por la muerte de su maestro, Shikamaru decide, junto con Ino y Chōji, vengar la muerte de su sensei. Tsunade se opone a esto, pero Kakashi se ofrece a acompañarlos. Shikamaru planeó una estrategia para emboscar a Hidan y a Kakuzu, la cual sorprendió a Kakashi. En la pelea contra la pareja, Shikamaru logra separar a los 2 Akatsuki llevando a Hidan a un lugar que solo él y su clan conocen y donde el mismo Shikamaru preparó una estrategia para derrotar al despiadado psicópata de Akatsuki. Primeramente permitió que Hidan lo cortara a propósito haciendo que este comenzara su ritual, pero todo ello era una trampa para hacer que este ingenuamente usara la sangre de Kakuzu y lo matara accidentalmente o al menos a uno de sus corazones en este caso. Finalmente atraparía a Hidan en un enredadero de cables con sellos explosivos y luego abriría un agujero sumamente profundo. Luego de hacer estallar el cuerpo de Hidan, los restos de este caen al fondo del agujero, y Shikamaru lo sepulta bajo una tonelada de rocas en el bosque del Clan Nara, mientras que Hidan con sus últimas palabras lo maldecia una y otra vez jurando que algún día se vengara. Tras esto, Shikamaru se jura así mismo que no permitirá que Hidan salga de ese agujero o que alguien lo saque y que para ello los animales del bosque del clan Nara se quedarían vigilando continuamente aquel lugar donde lo enterró y que esa tarea también se la encomendará a sus descendientes con lo cual le garantizará la eternidad en ese lugar puesto que es un sitio que solo él y su clan conocen.
Finalmente se le ve teniendo una breve conversación con Kurenai donde ésta le revela que está esperando una hija de Asuma. Él le dice que él quiere ser como su sensei y la guiará y le ayudará como lo hizo Asuma en su momento.

### La muerte de Jiraiya y el código
Shikamaru es el encargado de descubrir el código de Jiraiya. Trata de hablar con Naruto pero como este último está demasiado deprimido por la muerte del Sannin que ni siquiera le hace caso, hasta que finalmente lo ayuda a que recupere sus ánimos llevándolo al hospital de Konoha donde Kurenai se encuentra allí dado su avanzado estado de embarazo, Naruto se sorprende por ello y hasta bromea con eso. Shikamaru le dice a Naruto que no puede estar toda su vida deprimido, que algún día ellos serían adultos y un niño los llamaría Sensei, que siempre hay que seguir adelante y tratar de ser como sus maestros: Asuma y Jiraiya quienes quisieron que fueran, o mejores aún de lo que querían que fueran; al final Naruto sonríe, y Shikamaru le da el código que seguramente está dirigido a Naruto.
Finalmente descifran el código con ayuda de Naruto, ya que el primer número del código es reconocido por Naruto como un katakana y no como un número. Con base a esto, con la katakana y el libro Icha Icha número tres que tiene Kakashi y el mismo tiene la katakana en la portada, utilizan los demás números con las páginas del mismo libro (Aunque, Kakashi se sintió algo avergonzado de leer los párrafos donde están en voz alta) y las primeras frases de cada una de éstas líneas, el mensaje de acuerdo su traducción menciona lo siguiente: "EL VERDADERO NO ESTÁ ENTRE ELLOS". Al no saber lo que significa deciden llamar a Fukasaku, quien junto con Jiraiya, luchó contra Pain, pero tampoco parece entender a que se refiere el mensaje encriptado.

### Invasión y destrucción de Konoha a manos de Pain y los Akatsuki
Después de escuchar una explosión en el Departamento de Códigos, Shikamaru y Sakura giran la cabeza hacia el lugar y es visto más tarde con su padre. Luego del Shinra Tensei masivo, éste y su padre sobreviven con la ayuda de Katsuyu, aunque Shikamaru sale malherido de su pierna derecha, minutos después se entera por parte de Katsuyu que Naruto se estaba enfrentando solo con Pain y trata de ir a ayudarlo, pero debido a su herida no puede moverse y también porque su padre, Shikaku le menciona que Naruto ahora a dominado el Senjutsu esta en un nivel superior y que de ir a ayudarlo solo lo estorbaría en batalla, por lo que decidió dejar todo en sus manos, además en cierto modo tuvo su oportunidad de vengarse de Hidan en su momento por la muerte de su sensei y que ahora es el turno de Naruto de hacerlo en contra de Pain por la muerte de Jiraiya.
Después Shikamaru, su padre, Ino y otros ninjas sospechan que Pain se encuentra en los lugares más altos de la aldea y se dividen en grupos para buscarlo aunque él dice que no los puede acompañar, ya que tiene la pierna rota. En una charla con Inoichi, Ino, Shikaku, Shiho y unos ANBU, llegan concluyen que alguien está controlando los cuerpos de "Pain", y que está en algún lugar más alto de toda el área de Konoha.

### La Reunión de Los Kages y la Decisión de los Novatos
Luego del autosacrificio de Pain, se ve a Shikamaru, sostenido por Chouji debido a su pierna, como parte de la multitud que recibe al agotado Naruto como un héroe.
Cuando se enteran de que Sasuke forma parte de Akatsuki y planea atacar Konoha, Shikamaru, junto a los demás equipos, deciden protegerla hasta las últimas consecuencias y, para frustración de Ino, encargarse ellos mismos del Uchiha. Shikamaru decide darle él mismo la noticia al equipo 7, ya que se siente responsable aún por la fallida misión del rescate a Sasuke. La noticia es sólo recibida por Sakura y Sai ya que Naruto se encontraba en camino a la reunión de los Kages, con el fin de pedir clemencia y misericordia por Sasuke.

### La Cuarta Guerra Shinobi
Es agrupado en el escuadrón de peleadores a larga distancia junto con Temari y Chouji en donde el general es Gaara, sin embargo, Temari le dice que es el quien en realidad está a cargo de esa división.

## Técnicas
- Kagemane no Jutsu (jutsu de posesión de sombra): Es un jutsu que utiliza la sombra del usuario para atrapar a un oponente e inmovilizarlo, incluso puede obligarlo a seguir sus movimientos. Sin embargo, si el contrincante es lo suficientemente fuerte, este puede forzar al usuario a moverse con él y librarse de su control. Además, si el oponente recibe un golpe, el usuario se verá forzado a moverse de la misma manera por el impacto. Esta técnica puede llegar a ser mortal, pues si se atrapa a un enemigo y se le lanza un kunai u otra arma con un sello o bomba explosiva que el oponente no pueda lanzar, el oponente sufrirá grandes daños mientras que el arma lanzada por él no hará mucho efecto.

- Kage kubi shibari no jutsu (jutsu de sombra estrangulante): Es una evolución de la técnica anterior donde la sombra sube en forma de mano hacia el cuello del oponente para oprimirlo y estrangularlo.

- Kage nui (jutsu cosido de sombra): Es una técnica que hace que la sombra del usuario se acerque al oponente, y hecho esto surgir del suelo en forma de largas espinas para ensartarlo. Es una técnica peligrosa si se usa bien.

- Kage enmase no jutsu (jutsu envoltura de sombras): Es una técnica en la cual lanza una bomba de humo y aprovecha esto para hacer una cúpula de sombras gigante que atrapa al enemigo y se comprime, matando al que está dentro.

- Kageyose no jutsu (jutsu invocación de sombra): Es una variante del Kage Nui, pero surgiendo las espinas desde la sombra del oponente en vez de la del usuario. Recibe el nombre de Kage Yose porque Yose es el movimiento final en el Shougi.

- Hien (Cuchillas bañadas en Chakra): Son las cuchillas heredadas de su maestro Asuma, que utiliza del mismo modo en combate directo o para utilizarlas al tiempo que el Kageyose no jutsu.

- Técnica de Estrangulamineto Gigante de Sombras: En esta técnica, Shikamaru activa una bomba de luz, lanzándola hacia atrás. Ahí es cuando activa la técnica, y extiende un brazo, como si fuera a agarrar al enemigo. Una sombra gigante aparece, con la forma de una mano, y Shikamaru la extiende hasta que agarra al enemigo con ella. Luego, cierra el puño, estrangulando al enemigo hasta matarlo.

- Técnica de Red de Sombras: Salen unos hilos de sombra hacia todas direcciones, rodeando a los que estén cerca de Shikamaru en un radio de cinco metros. Es parecida a la Técnica de la Sombra Imitadora, ya que imitan sus movimientos.

- Técnica de Red de Sombras Gigante: Similar a la técnica anterior, sólo que en vez de cubrir un radio de cinco metros, puede cubrir el radio de un bosque entero.

- Onda de Sombras: Esta técnica se usa después de la Técnica de Red de Sombras, y la Técnica de Red de Sombras Gigantes. Manda una onda de sombras que golpea fuertemente a todos los que estén en las técnicas anteriores (Técnica de Red de Sombras, y Técnica de Red de Sombras Gigante).

## Misiones completas
- Misiones D:8
- Misiones C:5
- Misiones B:9
- Misiones A:19
- Misiones S:1